# Liste von Krankenhäusern in Flensburg
Die Liste von Krankenhäusern in Flensburg nennt aktuelle und ehemalige Krankenhäuser in der kreisfreien Stadt Flensburg, Schleswig-Holstein. In den kommenden Jahren, etwa 2030, soll ein Zentralkrankenhaus die Krankenversorgung in Flensburg und Umgebung bündeln.

## Liste
| Name                                 | Eröffnung | Bemerkungen | Bild |
| ------------------------------------ | --------- | --- | ---- |
| St. Franziskus-Hospital              | 1867      | |      |
| Diakonissenkrankenhaus Flensburg     | 1874      | Zum Bereich der DIAKO zählen noch eine Reihe von weiteren Einrichtungen auf dem Stadtgebiet, darunter auch Tageskliniken.                                                |      |
| Förde-Klinik                         |           | Reeder-Villa aus dem Jahre 1908. Im Besitz der DIAKO. 2019 geschlossen.                                                                                                  |      |
| Klinik Süd                           | 1904      | Lage in Flensburg-Südstadt. Cholerahaus, später Städtische Krankenanstalten, dann Klinik Süd. 1990 geschlossen. Nur das Cholerahaus ist als Gebäude heute noch erhalten. |      |
| Marinelazarett Flensburg-Mürwik      | 1910      | 1989 wurde die Klinik Ost geschlossen. |      |
| Sanitätsversorgungszentrum Flensburg |           | Das heutige Marinestandortssanitätszentrum Flensburg-Mürwik (SanZentrum Flensburg) der Bundeswehr befindet sich in der Torpedostation auch bekannt als Tirpitz-Kaserne.  |      |